# Łysonżi
Łysonżi właściwie Miłosz Krawczyk (ur. 10 maja 1984 w Warszawie), znany również jako Łysonżi Dżonson – raper z Warszawy z dzielnicy Ursynów.  Swoją przygodę z rapem rozpoczął w roku 1999. W 2004 roku zadebiutował na płycie Małego Esza „Bez Zabezpieczeń”.

## Działalność artystyczna
W roku 2005 z zespołem Szybki Szmal nagrał klasyczną podziemną płytę „Szybki Szmal Mixtejp 2005″ (Grudzień 2005). Działalność solową Łysonżi rozpoczął projektem „Dżonson”, promowanym przez single „Jestem Dżonson” oraz „Moje życie mój syf” z gościnnym udziałem Smarki Smarka. Premiera pierwszego solowego albumu Łysonżiego odbyła się 11 września 2009 roku. W 2010 r. Łysonżi wziął udział w szybkoszmalowym projekcie „Benzyna”, a następnie uczestniczył w 3-płytowej kompilacji ALOHA 40% (2011). Jesienią 31.10.2014 światło dzienne ujrzał drugi solowy album rapera pt. „Browka Szpinak”, na którym pojawili się m.in. VNM, TomB, Proceente, Hukos, Kamel, Rest, Stemplo aka Este, Mielzky, Skorup, WdoWA, Masia, DJ Gondek, DJ Grubaz oraz Krzysztof Kozak.

## Dyskografia
Albumy:
| Tytuł                                                       | Dane dot. albumu                                 |
| ----------------------------------------------------------- | ------------------------------------------------ |
| Dżonson                                                     | - Data 11.09 2009 - Wydawca: Aloha Entertainment |
| Browka Szpinak                                              | - Data 2014-10-31 - Wydawca: Aloha Entertainment |
| Aloha Opus Magnum (oraz Proceente, Wdowa, Emazet, Mały Esz) | - Data 2021-02-05 - Wydawca: Aloha Entertainment |

Inne:
| Tytuł | Rok  | Uwagi                                        | Źródło |
| --- | ---- | -------------------------------------------- | ------ |
| Proceente & DJ Abdool – T.O.A.S.T MIXTAPE                                                                     | 2009 | rap w utworze „Powiedz, jak i gdzie”         | [ 6 ]  |
| Proceente – Dziennik 2010                                                                                     | 2010 | rap w utworze „Skąd ja mam wziąć na to czas” | [ 7 ]  |
| Proceente – Dzień z Życia Mistrza Ceremonii Mixtape                                                           | 2013 | rap w utworze „Wakacje bez endu”             | [ 8 ]  |
| Proceente – Zupynalefkisplify                                                                                 | 2014 | rap w utworze „Palnik”                       | [ 9 ]  |
| Proceente & Bleiz – Aloha-Grill                                                                               | 2015 | rap w utworze „Jogin śmiechu”                | [ 10 ] |
| Rap Duma – Mixtape 2                                                                                          | 2012 | rap w utworze „Muzyka, hajs,odlot”           | [ 11 ] |
| 101 Decybeli – Pomiędzy Bitami                                                                                | 2012 | rap w utworze „Tylko muzyka”                 | [ 12 ] |
| Onar – Jeden na Milion (Edycja Limitowana)                                                                    | 2012 | rap w utworze „Jestem z miasta”              | [ 13 ] |
| Młody M x Rudy MRW – Blask Ulic                                                                               | 2012 | rap w utworze „Gwoździe 2"                   | [ 14 ] |
| MADA – 47% | 2018 | rap w utworze „Bój się”                      | [ 15 ] |
| Kuba Knap – Bejływemyszon                                                                                     | 2017 | rap w utworze „Skąd przyszli?”               | [ 16 ] |
| Proceente – Dziennik 2020                                                                                     | 2020 | rap w utworze „Hawajscy Patole”              | [ 17 ] |
| Legia Kosz – (Łysonżi, Proceente, Kuba Knap, WdoWA, Ero, Żary, Wigor, DJ Anusz, DJ Beredson, prod. Szwed SWD) | 2020 | rap w utworze „Odrodzenie potęgi”            | [ 18 ] |

## Teledyski
| Tytuł                                                                                               | Rok  | Reżyseria/ Realizacja             | Album                   | Źródło |
| --------------------------------------------------------------------------------------------------- | ---- | --------------------------------- | ----------------------- | ------ |
| Jestem Dżonson                                                                                      | 2009 | Witek Michalak                    | Dżonson                 | [ 19 ] |
| Legia Kosz feat. Proceente, Łysonżi Dżonson, Kuba Knap, Wdowa, Ero, Żary, Wigor – Odrodzenie Potęgi | 2020 | Piotr Jasiński, Ireneusz Skruczaj |                         | [ 20 ] |
| Jestem dziś                                                                                         | 2014 |                                   | Browka Szpinak          | [ 21 ] |
| Zanim feat. Rest, Este, Mielzky, DJ Gondek                                                          |      | Damian Michalak                   | Browka Szpinak          | [ 22 ] |
| Mery Dżejn Mery Krismes feat. VNM, DJ Gondek (prod. Kazzushi)                                       | 2014 | Damian Michalak                   | Browka Szpinak          | [ 23 ] |
| Proceente & Bleiz – Jogin śmiechu feat. Ninja, Łysonżi Dżonson (prod. mr. Onte)                     | 2015 |                                   | Aloha-grill             | [ 24 ] |
| Nigdy nie jest za późno – ALOHA OPUS MAGNUM ft. Proceente, WdoWA, Łysonżi, Emazet, Esz              | 2021 | Damian Michalak                   | ALOHA OPUS MAGNUM vol.1 | [ 25 ] |
| Proceente feat. Muflon, Łysonżi Dżonson – Palnik                                                    | 2014 |                                   | Zupynalefkisplify       | [ 26 ] |
| ALOHA OPUS MAGNUM ft. Łysonżi, Proceente – Aplikacja (prod. Wizzo)                                  | 2021 | Damian Michalak                   | ALOHA OPUS MAGNUM vol.1 | [ 27 ] |
| Proceente – Hawajscy Patole ft. Emazet, Esz, WdoWA, Łysonżi, Ciech (prod. Mayor)                    | 2020 | Damian Michalak                   | Dziennik 2020           | [ 17 ] |